# Geissorhiza malmesburiensis
Geissorhiza malmesburiensis är en irisväxtart som beskrevs av Robert Crichton Foster. Geissorhiza malmesburiensis ingår i släktet Geissorhiza och familjen irisväxter. Inga underarter finns listade i Catalogue of Life.